# Руднев, Андрей Дмитриевич
Андре́й Дми́триевич Ру́днев (17 февраля [1 марта] 1878 года, Санкт-Петербург — 31 июля 1958 года, Хельсинки, Финляндия) — русский учёный, монголовед и фольклорист. Занимался записями музыкального фольклора монголов, бурят и калмыков.

## Биография
Преподавал монгольский язык на Восточном факультете Императорского Санкт-Петербургского университета.
В 1897 году путешествовал по Калмыцкой степи. Посетил Малодербетовский улус, где из уст княгини Эльзяты Онкоровны Тундутовой записал калмыцкие песни «Баазр зурхаич», «Кизляр гидг балhсн». Второй раз посетил Калмыцкие степи в 1904 году вместе с финским учёным Густавом Рамстедтом в составе экспедиции, организованной Русским комитетом для изучения Средней и Восточной Азии. Во время этой экспедиции учёные проживали в Сарепте-на-Волге, откуда они совершали свои поездки в калмыцкие улусы. Помощниками в этих поездках были калмыцкие учащиеся Царицынских гимназий Ноха Очиров, Эренджен Даваев и Дорджи Манджиев. В 1904 году Андрей Руднев побывал в ставке Малодербетовского улуса, Ханате и свою экспедицию завершил в Астрахани. Во время этого путешествия он записывал калмыцкий фольклорный материал. С помощью астраханского гимназиста Санджи Баянова перевёл на русский язык описание двух путешествий в Тибет бакши Пурдаш Джунгруева.
С 1909 года стал заниматься в Санкт-Петербурге обработкой собранного калмыцкого фольклорного материала с помощью калмыцких студентов, обучающихся в петербургских университетах. В Санкт-Петербурге он из уст Дорджи Даваева записал буддийские молитвы на калмыцком языке «Арья-бала». Эренджен Хаара-Даван передал ему калмыцкие песни «Хаалhа», «Көк төңгсин дольганд» и «Хаврин уснас цегəкн билə». В 1908 году ему помогал будущий калмыцкий просветитель Ноха Очиров.
Во время Гражданской войны весной 1918 года выехал в Финляндию. С 1923 по 1940 год преподавал игру на фортепиано в Выборгском музыкальном училище. В 1925—1931 годах — учитель латыни в Шведском лицее города Выборга. В 1940—1947 годах — преподаватель русского языка в Хельсинкском университете. Также преподавал чтение с листа в Академии имени Сибелиуса в 1945—1953 годах.
Автор нескольких десятков камерных музыкальных произведений и более сотни фортепианных аранжировок в 4 и 8 рук. Также работал музыкальным критиком в финских газетах.

## Сочинения
- Заметки о технике буддийской иконографии у современных зурачинов Урги, Забайкалья и Астраханской губернии, СПб// СМАИЭ, 1905, т. V;
- Краткий отчёт о поездке в Калмыцкие степи Астраханской губернии/ Известия РКИСВА, СПб, 1904, № 4;
- Мелодии монгольских племён. Известия РАН, Спб, 1909, т. 34, стр. 335—440;
- Образцы монгольской народной литературы, Спб, Типолит Б. Авидона, 1908.